# Esfumat

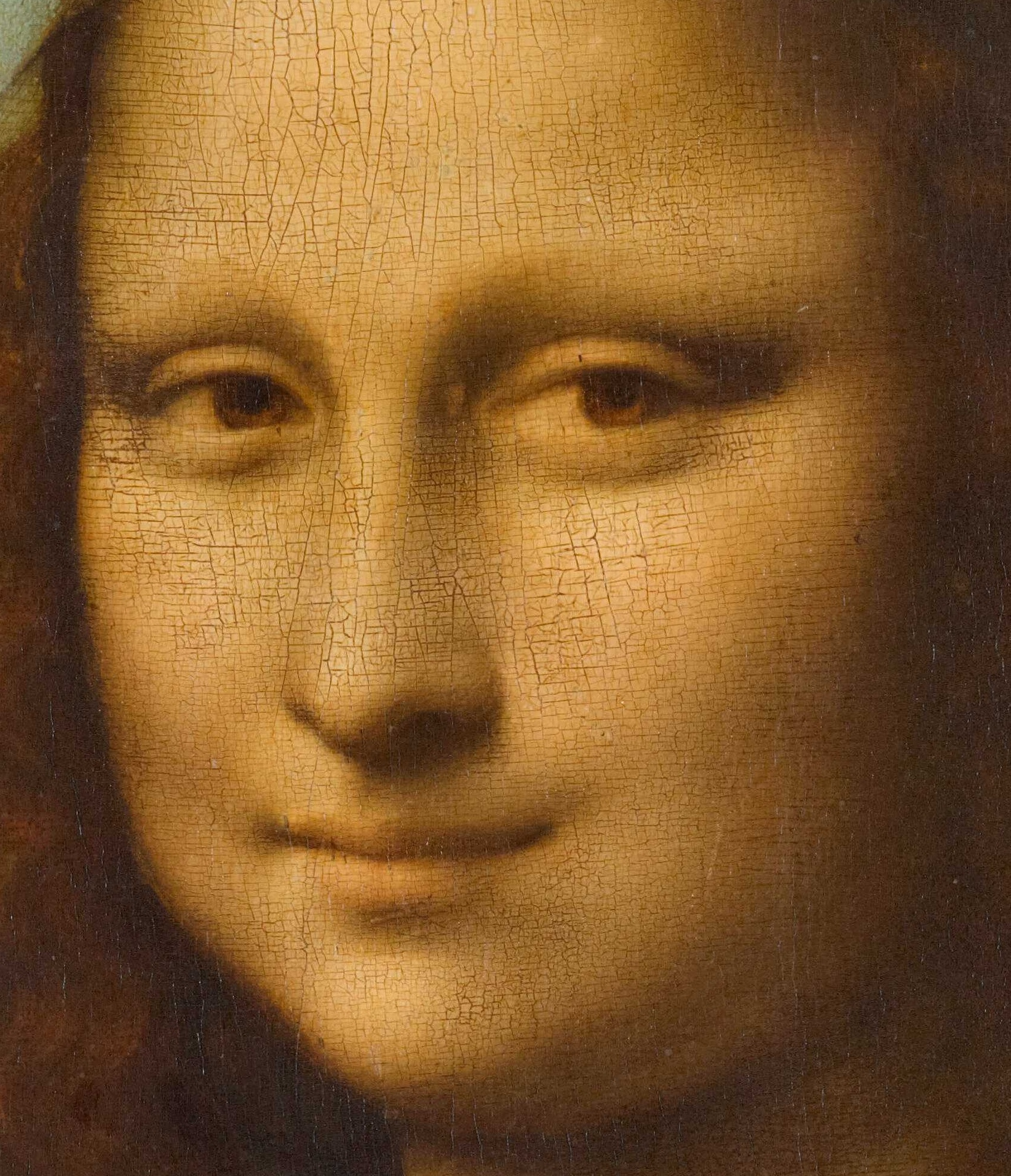
Mona Lisa amb la tècnica de l'esfumat

Sant Joan Baptista.

L'esfumat (de l'italià sfumato) és una tècnica emprada en pintura amb la qual s'aconsegueix un efecte vaporós, que s'obté per la superposició de diverses capes de pintura extremament delicades, proporcionant a la composició uns contorns imprecisos, així com un aspecte de vaguetat i llunyania mitjançant les gradacions del color i la llum. S'utilitzava per donar una impressió de profunditat als quadres, principalment del Renaixement. Aquest efecte fa que els tons s'esfumin fins a valors més obscurs com en la Mona Lisa i en el Sant Joan Baptista.
La invenció d'aquesta tècnica, així com el seu nom sfumato, es deuen a Leonardo da Vinci. Més exactament, era una tècnica consistent a eliminar les línies negres i, per tant, suavitzar o difuminar els contorns mitjançant ombres i colors per aconseguir un efecte d'immersió en l'atmosfera, de vaguetat i llunyania i, alhora, de dolçor i suavitat. Es fa servir, en definitiva, per a donar una impressió de profunditat als quadres del Renaixement.
Veiem aquesta tècnica en La Gioconda, que es manifesta en el difuminat dels tons a valors més foscos, i també en les gases del mantell i, principalment, en l'enigmàtic somriure. En el fons, vaporós i menys detallat, s'utilitza un sfumato més accentuat, amb el qual s'aconsegueix una sensació de realisme i distància més llarga.

## Tècnica
Ningú no ha pogut igualar la tècnica de Leonardo da Vinci, malgrat que molts són els que ho han intentat.
Segons les recerques de Pascal Cotte, basades en una anàlisi multiespectral del quadre Mona Lisa, la tècnica utilitzada per Leonardo podria consistir en els passos següents: 
- Sobre una planxa de fusta d'àlber, s'aplica una preparació blanca de guix i cola animal (el gesso).
- Es traça un primer esbós al pinzell.
- Aplicació d'una prima capa de color, a l'oli (la imprimitura), sobre tota la superfície del quadre.
- S'afegeixen les ombres i els valors intermedis. En el cas de l'ull esquerre de Mona Lisa, aquesta operació es va fer amb color de terra de Siena, molt diluïda.
- S'aplica per damunt de tot el quadre una prima capa translúcida, de color adaptat a cada zona.
- Repassada de les zones ombrejades, pintant els diminuts espais entre traç i traç, per homogeneïtzar.
- Toc final: graduació tonal mitjançant retocs microscòpics fins a aconseguir l'efecte de degradat suau entre les zones d'ombra i les de llum.

Al final, no queda en el quadre el més mínim traç de pinzell, fent impossible saber a cop d'ull quina ha estat la tècnica de pintura emprada.